# 遊女塚

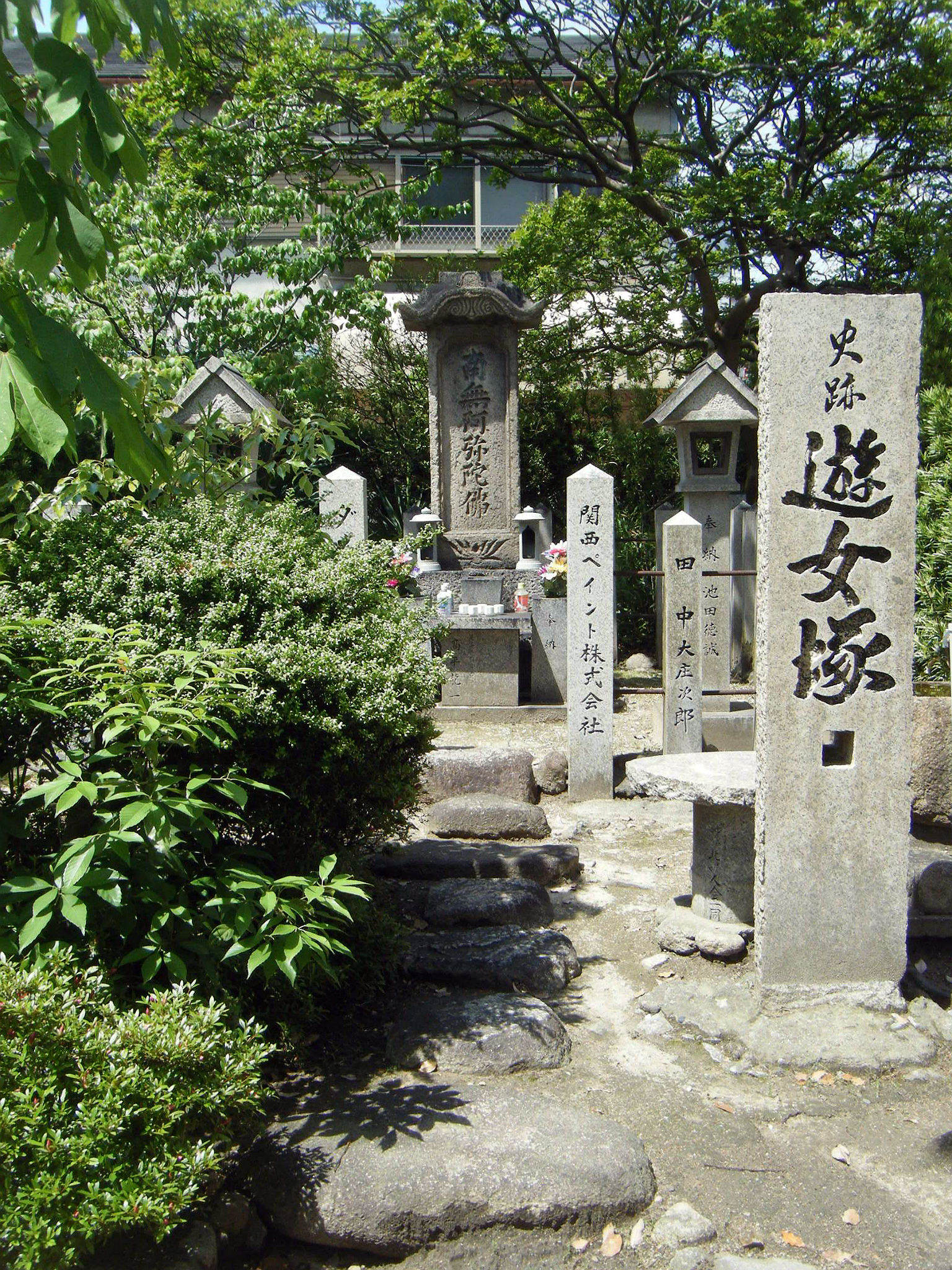
遊女塚

遊女塚（ゆうじょづか）は、兵庫県尼崎市神崎町にある遊女の墓碑。

## 概要
神崎町の梅ヶ枝公園にある全高212cm・幅120cm・奥行100cmの墓碑で、1692年（元禄5年）に建立された。正面の名号「南無阿弥陀佛」の両脇には「弥陀仏と遊女墳も極楽の」「発心報士（土）の内の春けき」の歌が2行に分かれて刻銘され、両側面に「元禄五壬申年」「正月」の建立時期が刻まれている。背面には遊女5人の名（吾妻・宮城・刈藻・小倉・大仁）が刻まれていたとされるがその形跡はない。

### 所在地
- 兵庫県尼崎市神崎町34北緯34度44分22.1秒 東経135度26分58.1秒座標: 北緯34度44分22.1秒 東経135度26分58.1秒（梅ヶ枝公園内）

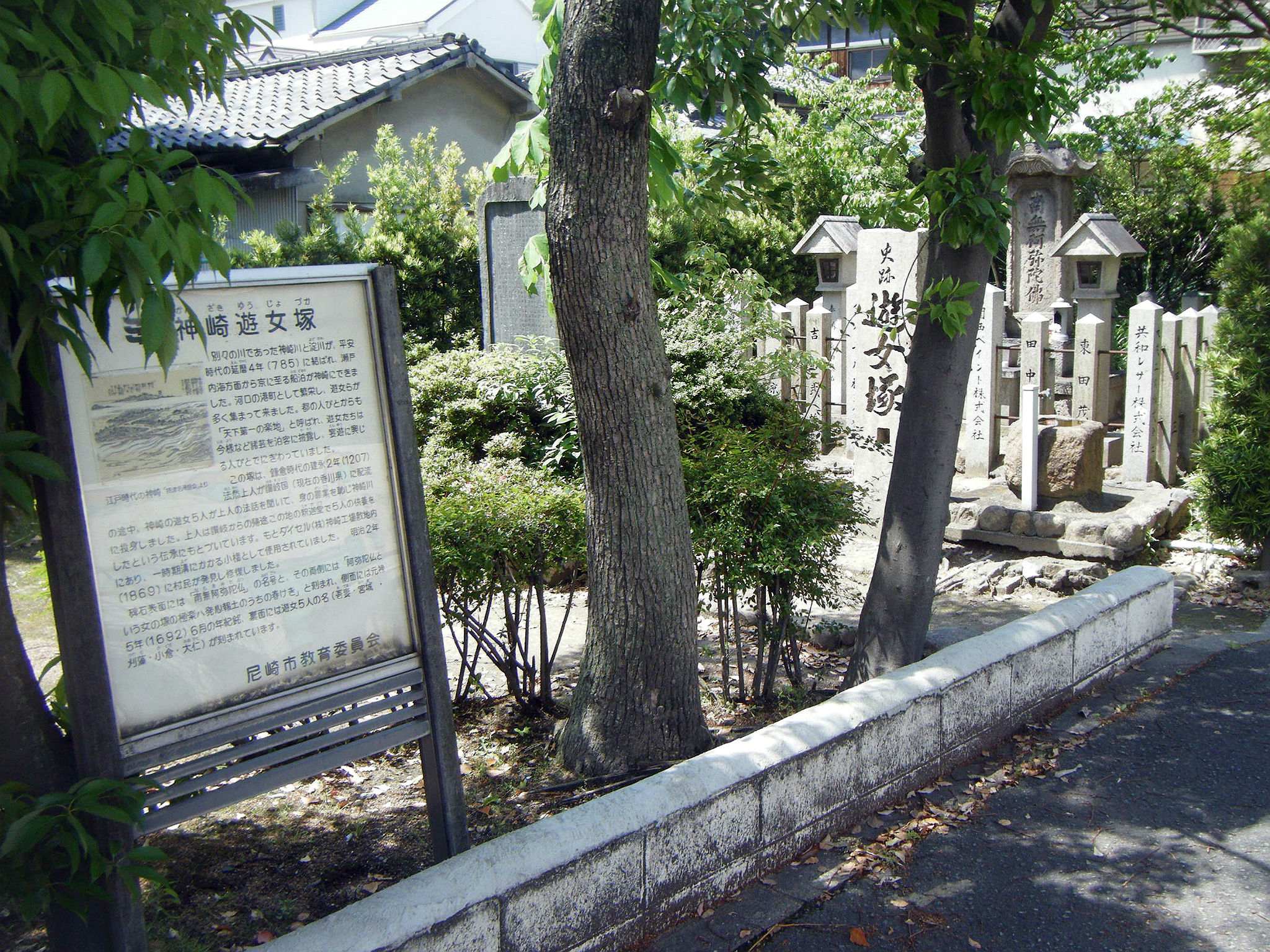
道路脇に立つ案内板
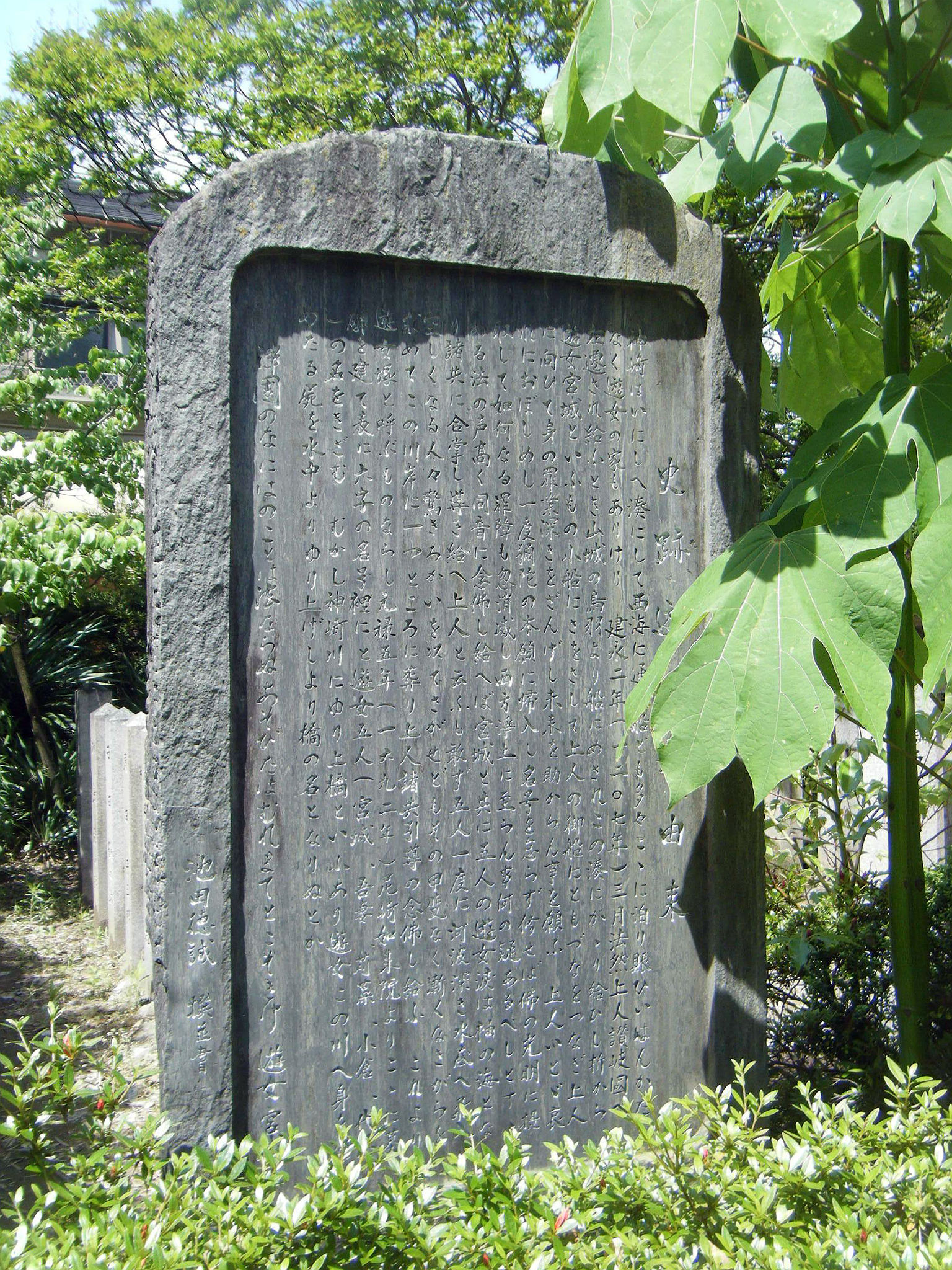
由緒書

## 歴史

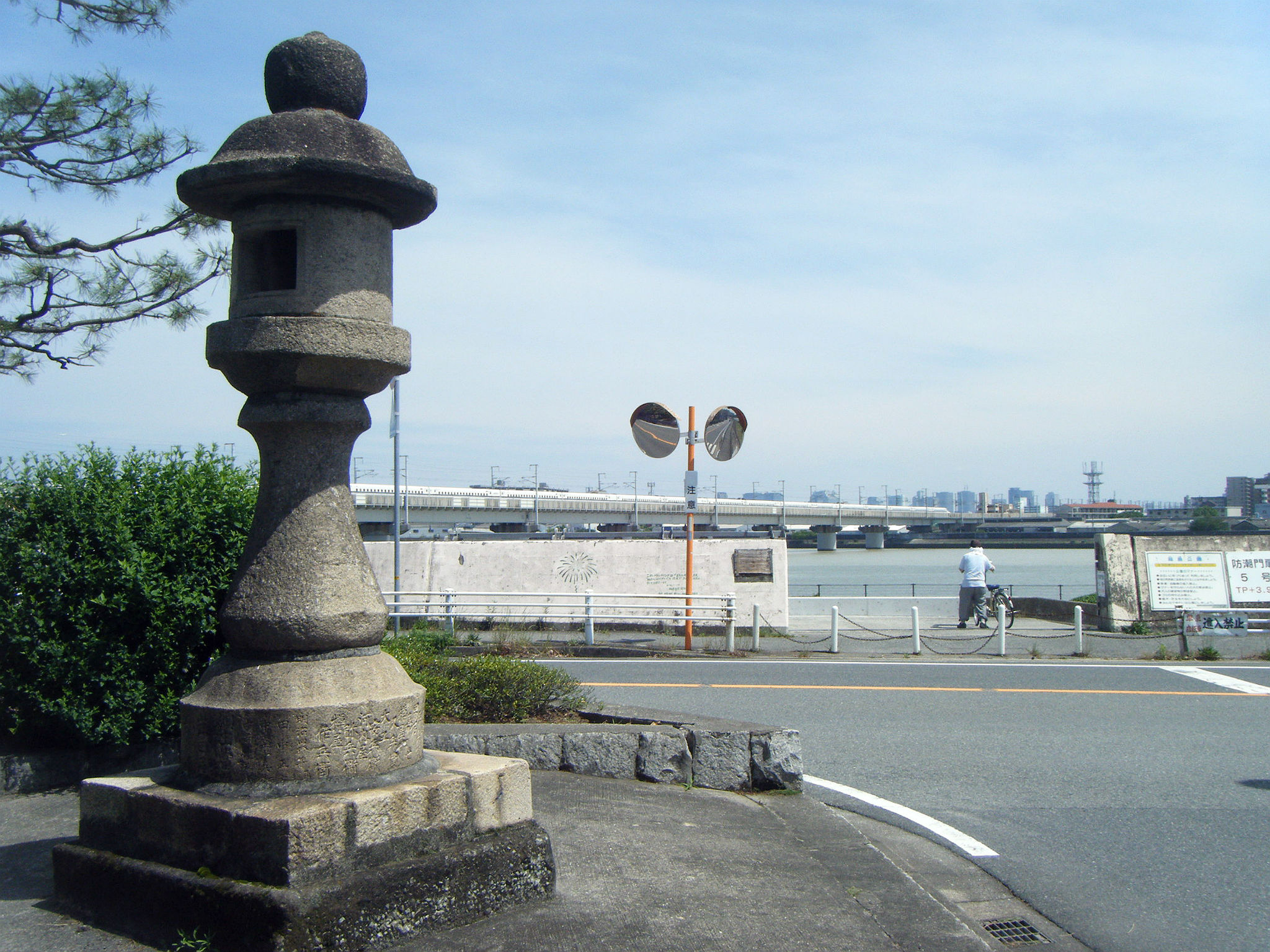
神崎川沿いに建つ、金比羅さんの石灯籠　金比羅大権現を祀り航海の安全を祈念すると共に、灯台の役割を担っていた。

墓碑が建てられた神崎は、785年（延暦4年）に神崎川と淀川が結ばれ、瀬戸内海方面から京都に至る船舶が停泊する交通の要衝地となった。次第に河口の港町として繁栄し「天下第一の楽地」と呼ばれるようになる。ここでは遊女たちが今様など諸芸を泊客に披露し、宴遊に興じる人々でにぎわっていた。
如来院の伝承『古縁起』では1207年（建永2年）3月、法然が讃岐への遠流の途中、神崎で行なった教化により5人の遊女が自らを懺悔し念仏を授かり、神崎川へ入水した。住民はこれを憐んで遺骸を川岸に葬り遊女塚とし、法然は釈迦堂にて回向し讃岐へ旅立つ。同年12月、法然は勅免による京都への帰途、再び釈迦堂において遊女達の菩提を弔ったとされている。
その後1697年（元禄10年）に刊行された『国花万葉記』には「上塚、一名傾城塚と云、神ざき村の渡り口より東」と外部の文献において最も早く記され、1796年-1798年（寛政8-10年）に刊行された『摂津名所図会』には「遊女宮城墓、神崎の北一丁許、田圃の中にあり。村民傾城塚又女郎塚とも呼ぶ。……後世尼崎如来院よりこゝに墓碑を建て、表には六字の名号、裏には遊女五人の名を鐫（え）る」と記されている。
1869年（明治2年）、現地の溝に架かる小橋として使用されていたのを村民が発見し修復、神崎の北1町余りの田圃の中にあったが、1916年（大正5年）5月、大日本セルロイドが土地一帯を買収して工場を建設したため、神崎村の小字寺内村の道路脇に移転された。さらに太平洋戦争以後、道路事情の変化により、現在地に移転している。

### 建立の背景
墓碑の建立時期が前述の1692年（元禄5年）とされ、5人の遊女や法然の年忌とも縁がなく、理由は明確ではない。一説には4年後の如来院本堂再建に先立ち浄財を募るため、もしくは法然による遊女教化の伝承を蘇らせ広く信仰を集めるため、などと考えられているが憶測の域を出ていない。
ただし当時の時代背景として1520年（永正17年）に如来院が神崎から尼崎へ移転させられたこと、その後元禄期に参詣や開帳が盛んとなる一方、遊廓も繁栄してきたことが同寺との関連として挙げられている。

## 小説
- 上田秋成 『春雨物語』 - 本書「宮木が塚」にて、遊女・宮木を主人公とした遊女塚の伝承を描写している[2]。

## 交通アクセス
- 阪神バス（尼崎市内線）23番　※阪急園田駅・JR尼崎駅・阪神尼崎駅等を経由
  - 「関西ペイント前」バス停下車　北へ約50m
  - 「遊女塚」バス停下車　南へ約100m